# Campeonato nacional de Estados Unidos 1901
Lista de los campeones del Campeonato nacional de Estados Unidos de 1901:

## Senior

### Individuales masculinos
William Larned vence a  Beals Wright, 6–2, 6–8, 6–4, 6–4

### Individuales femeninos
Elisabeth Moore vence a  Myrtle McAteer, 6–4, 3–6, 7–5, 2–6, 6–2

### Dobles masculinos
Holcombe Ward /  Dwight Davis vencen a  Leo Ware /  Beals Wright, 6–3, 9–7, 6–11

### Dobles femeninos
Juliette Atkinson /  Myrtle McAteer vencen a  Marion Jones /  Elisabeth Moore, default

### Dobles mixto
Marion Jones /  Raymond Little vencen a  Myrtle McAteer /  Clyde Stevens, 6–4, 6–4, 7–5
| Predecesor: 1900                         | Campeonato nacional de Estados Unidos 1901 | Sucesor: 1902                         |
| Predecesor: Campeonato de Wimbledon 1901 | Grand Slam 1901                            | Sucesor: Campeonato de Wimbledon 1902 |

- Datos: Q2620507